# György Újszászy
György Ujszászy (Veszprém, 30 maggio 1912 – Pottstown, 2 ottobre 1981) è stato un militare e aviatore ungherese,  asso dell'aviazione da caccia nel corso della seconda guerra mondiale abbattendo individualmente 7 aerei e uno 1 in collaborazione, danneggiò 2 aerei e richiese altre due vittorie che non vennero confermate.

## Biografia
Nacque a Veszprém il 30 maggio 1912. Arruolatosi nella Magyar Királyi Honvéd Légierő frequentò la scuola di pilotaggio uscendone con il grado di sottotenente il 20 agosto 1936 assegnato alla specialità bombardieri.
Il 15 marzo 1939 le truppe tedesche entrarono a Praga e il giorno successivo le truppe ungheresi entrarono in Cecoslovacchia per occupare il vecchio confine nei Carpazi.
In quel momento prestava servizio presso il 3/4. Bombazószázad "Sárkány" e il 16 marzo effettuò la sua prima missione di combattimento come osservatore su uno Junkers Ju 86K-2 (pilotato dal százados Gyula Vághelyi) durante un'azione di bombardamento contro le truppe ex cecoslovacche nella regione della Transcarpazia.
Successivamente fu assegnato come föhadnagy alla specialità caccia in forza al 1/3. Vadászszázad, equipaggiata con i caccia Fiat C.R.42 all'atto dell'attacco all'Unione Sovietica.
Il 27 agosto, durante un'azione su Dnipropetrovs'k la sua sezione sorprese alcuni caccia sovietici in fase di decollo. Durante il successivo combattimento rivendicò l'abbattimento di due caccia, erroneamente indicati come Polikarpov I-17, mentre altri piloti ne rivendicarono altri tre e un sesto aereo fu dichiarato probabile.
Nel breve periodo dal 26 dicembre 1942 al 1 gennaio 1943 fu comandante dell'1/1. Vadászszázad, e successivamente, dal 1 gennaio 1943, assunse comando del 5/1. Vadászszázad con sede presso l'aeroporto di Stariy Oskol in Russia. Le unità sovietiche circondarono l'aeroporto e il collegamento radio fu interrotto. Il 22 gennaio 1943 egli iniziò a svolgere missioni di ricognizione e dopo aver visto i carri armati sovietici che dilagavano decise di evacuare l'unità con treni e aerei da trasporto.
Il 27 aprile rivendicò l'abbattimento di un cacciabombardiere Ilyushin Il-2 seguito da un caccia Lavochkin La-5 il giorno successivo, che non gli vennero riconosciuti. Dopo una riorganizzazione del 5/I. Osztály (gruppo caccia) l'unità prese parte alla battaglia di Kursk.
Il 7 luglio lui e szakaszvezetö Fábián erano in missione di caccia libera sul fiume Donec e attaccarono sei caccia La-5, riuscendo a danneggiarne uno, e il giorno dopo rivendicò il danneggiamento di un altro La-5 a nord-est di Harkov. Il 13 luglio 1943 abbatté due cacciabombardieri Ilyushin Il-2.
Il 1 agosto lui e il tenente József Bejczy decollarono per una missione di caccia, e nord di Belgorod si imbatterono in un pesante fuoco antiaereo amico (tedesco). Più o meno in quel momento Bejczy notò dei bombardieri russi Petlyakov Pe-2 sotto di loro, ed avvisò il collega. Subito dopo Bejczy si lanciò all'attacco abbattendo due Pe-2.
Il 4 sette 1943 cedette il comando del 5/1. Vadászszázad il 4 settembre 1943, e dopo il trasferimento alla difesa territoriale nazionale assunse il comando del 1/1. Vadászszázad il 1 aprile 1944.
Il 13 aprile decollò a bordo di un caccia Messerschmitt Bf 109G-6 da Szolnok per intercettare dei bombardieri americani appartenenti alla US Army Air Force. Cercò di unirsi a 2/1. Vadászszázad ma si imbatté in una formazione di Consolidated B-24 Liberator senza scorta a sud di Budapest. Insieme allo ȍrmester Károly Kereki attaccò un bombardiere che venne abbattuto.  La vittoria fu accreditata a Kereki, il quale ebbe l'aereo pesantemente danneggiato dal fuoco di risposta e dovette lanciarsi con il paracadute dal velivolo in fiamme. Sfortunatamente il suo paracadute si impigliò nell'aereo ed egli rimase ucciso quando il velivolo colpì il suolo.
Il 1 maggio 1944 fu costituito il 101. Puma vadászrepülő osztály e l'1/1. Vadászszázad fu rinominato 101/2. Vadászszázad “Retek” e comandò tale unità fino al 19 settembre 1944.
Dal settembre 1944 al dicembre 1944 fu vicecomandante del 101/I. Vadászrepülo osztály (gruppo da combattimento). Al termine della guerra aveva conseguito un totale di 7 vittorie. Dopo la fine del conflitto si trasferì negli Stati Uniti d'America, dove morì il 2 ottobre 1981 a Pottstown, in Pennsylvania.

### Annotazioni
1. ↑  In serata il servizio di intelligence tedesca confermò la distruzione di almeno 5, forse 6 aerei.

### Fonti
1. 1 2 3 4 5 6 7 8 9 10 11 12 13 14 15 16 17 18 19  Surfcity.
2. ↑  Punka 2002, p. 88.
3. 1 2 3 4 5 6  Ciel de Gloire.
4. ↑  Punka 2002, p. 12.
5. ↑  Punka 2002, p. 20.
6. ↑  Punka 2002, p. 17.
7. 1 2  Punka 2002, p. 21.
8. ↑  Punka 2002, p. 45.